# Bulwocebula

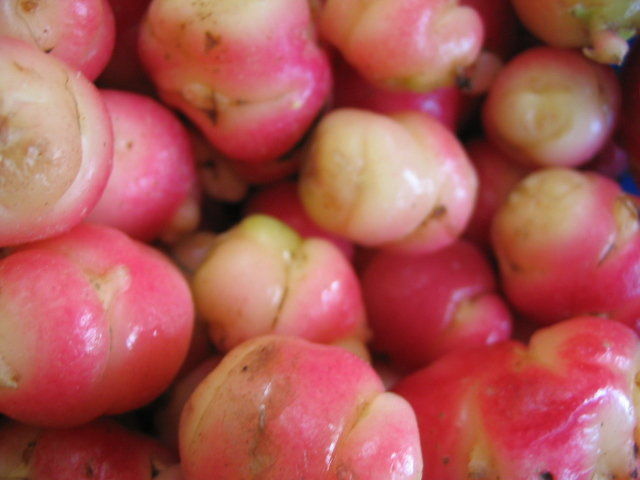
Bulwocebule szczawika bulwiastego

Bulwocebula (łac. bulbotuber, ang. corm) – zmodyfikowany pęd podziemny, zewnętrznie przypominający cebulę, w którym jednak organem spichrzowym jest zgrubiała, bulwiasta łodyga, otoczona liśćmi mającymi postać suchych łusek. Funkcję spichrzową pełni rozrośnięta środkowa miękiszowa część łodygi, pozbawiona wiązek przewodzących lub rozrośnięty miękisz międzywiązkowy łodygi (w odróżnieniu od cebuli, gdzie funkcję tę pełni mezofil). Bulwocebule występują np. u krokusów i mieczyków. Mają zdolność wytwarzania cebulek potomnych z pączków bocznych.